# Canton de Saint-Mandrier-sur-Mer
Le canton de Saint-Mandrier-sur-Mer est une division administrative française située dans le département du Var et la région Provence-Alpes-Côte d'Azur.

## Géographie
Ce canton est organisé autour de Saint-Mandrier-sur-Mer dans l'arrondissement de Toulon. Son altitude varie de 0 m (La Seyne-sur-Mer) à 352 m (La Seyne-sur-Mer) pour une altitude moyenne de 24 m.

## Histoire
Canton créé en 1973 (décret du 2 août 1973) - Division du canton de La Seyne-sur-Mer.

## Administration
| Période | Période | Identité       | Étiquette             | Qualité                                                                                                |
| ------- | ------- | -------------- | --------------------- | --- |
| 1973    | 2008    | Arthur Paecht  | UDR puis UDF puis UMP | Médecin des hôpitaux en retraite Maire de La Seyne-sur-Mer (2001-2008) Député (1978-1981 et 1986-2002) |
| 2008    | 2015    | Gilles Vincent | UMP                   | Maire de Saint-Mandrier-sur-Mer depuis 1995                                                            |

## Composition
Le canton de Saint-Mandrier-sur-Mer groupe 2 communes et compte 29 708 habitants (recensement de 2010 sans doubles comptes).
| Communes                           | Population   | Code postal | Code insee | Intercommunalité                                        |
| ---------------------------------- | ------------ | ----------- | ---------- | ------------------------------------------------------- |
| Saint-Mandrier-sur-Mer (chef-lieu) | 5 750        | 83430       | 83153      | Communauté d'agglomération Toulon Provence Méditerranée |
| La Seyne-sur-Mer                   | +23 958, (1) | 83500       | 83126      | Communauté d'agglomération Toulon Provence Méditerranée |

(1) fraction de commune.
Quartiers de La Seyne-sur-Mer inclus dans le canton :
- Tamaris
- Les Sablettes

## Démographie
| 1962 | 1968 | 1975 | 1982 | 1990   | 1999   | 2006   | 2009 |
| ---- | ---- | ---- | ---- | ------ | ------ | ------ | ---- |
| -    | -    | -    | -    | 26 499 | 28 394 | 28 900 | -    |